# Castell de la Molsosa
El castell de la Molsosa és un castell situat al municipi de la Molsosa, comarca del Solsonès. El conjunt va ser declarat Bé Cultural d'Interès Nacional mitjançant decret publicat al BOE en data del 5 de maig de 1949.

## Història
Només conserven restes de murs de la fortificació que estava situada prop de l'església vella o del Collet.

## Notícies històriques
Aquest castell va ser un dels dominis dels vescomtes de Cardona. A finals del segle xi i principis del XII eren castlans la família Òdena. El 1375, en crear-se el comtat de Cardona, aquest castell és esmentat com una de les propietats dels Cardona, dins la batllia de Torà.